# Urspelt
Urspelt (luxemburgisch Ischpeltⓘ) ist ein Ortsteil von Clerf, Kanton Clerf, im Großherzogtum Luxemburg.

## Lage
Urspelt liegt im Ösling im Osten von Luxemburg. Am östlichen Ortsrand fließt der Irbich am Ort vorbei. Durch den Ort verlaufen die CR 340 und die CR 339. Nachbarorte sind im Norden Hüpperdingen und Grindhausen, im Osten Fischbach und im Süden Reuler.

## Allgemeines
Urspelt ist ein ländlich geprägtes Dorf. Den Ortsmittelpunkt bilden das 1860 erbaute Schloss Urspelt und die barocke Antoniuskapelle.